# ‘En ‘Avedat
‘En ‘Avedat (hebreiska: עין עבדת) är en källa i Israel.   Den ligger i distriktet Södra distriktet, i den södra delen av landet. ‘En ‘Avedat ligger 500 meter över havet.
Terrängen runt ‘En ‘Avedat är varierad. Runt ‘En ‘Avedat är det ganska glesbefolkat, med 42 invånare per kvadratkilometer. Närmaste större samhälle är Midreshet Ben-Gurion, 3,5 km nordost om ‘En ‘Avedat. Trakten runt ‘En ‘Avedat är ofruktbar med lite eller ingen växtlighet.